# Hesperis bicuspidata
Hesperis bicuspidata là một loài thực vật có hoa trong họ Cải. Loài này được Poir. mô tả khoa học đầu tiên.